# Louis Van Ighem
 Louis Van Ighem (Tisselt, 14 juni 1933 - 16 oktober 2009) was een Belgisch SP-politicus. Hij was burgemeester van Willebroek.

## Levensloop
Van Ighem behaalde het diploma van kinesitherapeut en leraar lichamelijke opvoeding. 
In 1970 stelde hij zich de eerste maal verkiesbaar en werd gemeenteraadslid voor de socialistische partij in Tisselt. Na de fusie in 1977 met Willebroek werd hij schepen, in 1989 eerste schepen. Vanaf 4 juli 1991 tot april 1999 was hij burgemeester van Willebroek.
De uitvaartplechtigheid vond plaats in de Sint-Jan-de-Doperkerk te Tisselt.